# Muzejní dokumentace
Muzejní dokumentace je organizovaným procesem zaznamenání informací, které předmět popisují a které předmět vyjadřuje. Data, která se zaznamenávají, jsou standardizovaná, aby co nejlépe poskytla přesný popis a co nejvíce informací o předmětu jak z profesionálního, tak vědeckého hlediska. S těmito informacemi by mělo být možné se s předměty lépe obeznámit, dále je studovat, ohodnotit, starat se o ně a zachovat je pro budoucí generace.
Dokumentace by měla být veřejná, ovšem s těmi omezeními, aby předměty, nebo sbírky nedošly k újmě. Rovněž je potřeba se zaměřit na etickou stránku a neobcházet zavedená data kvůli různým důvodům a snažit se zachovat veškerá data pro budoucí generace.

## Dokumentace musí být
- Dobře a řádně připravena
- Vždy k dispozici
- Přesná (Měla by být vyloučena možnost existence oblastí, které nejsou pokryty či zahrnuty v dokumentaci)
- Měla by být automatická, nezávislá na vůli jednotlivců (kdy může dojít k záměrnému zatajení informací)

## Muzejní dokumentace má dvě roviny
a) užší: je fixací informací sňatých ze sbírkového předmětu. Dokumentem je tedy přírůstková kniha, nálezový deník, atd.
b) širší: je informace o nějakém jevu, skutečnosti (ne tedy o sbírkovém předmětu, jako v případě dokumentace užší) prostřednictvím samotného sbírkového předmětu. Dokumentem není tedy nálezový deník atd., ale sbírkový předmět samotný.

## Vytváření dokumentace
Při vytváření dokumentace jsou formy a druhy dokumentace zvoleny tak, aby co nejvhodněji anotovaly výzkum a sladily zájmy základních vědních disciplín a muzeologie, které celým výzkumem procházejí.
Dokumentace zaznamenává variabilní povahu současnosti a je její materiální stopou, po čase se může stát součástí kulturního dědictví.
Je nepsaným pravidlem, že dokumentaci vytváří každý profesionál nebo vědecký pracovník, který přijde do styku s objektem ať už při výzkumu, při běžné práci, či komunikaci, dle pravidel a nároků svého oboru.
Dokumentace musí být zálohovaná a manipulace s originály by měla být limitována, aby nedošlo k jejich poškození, ztrátě, či krádeži. Při použití moderních technologií už se dá tomuto lehce zabránit.
Dříve byla dokumentace zálohována na mikrofilmy, mikrofiše, video, audio pásky, filmy, slidy, CD a tak dále.

## Rozdělení dokumentace
- Primární – základní dokumentace sepsána při přímém prvotním kontaktu s předmětem
- Sekundární – slouží k adaptaci primární dokumentace pro další procesy a uložení primární dokumentace na další média
- Terciární – doplňková dokumentace

### Primární dokumentace
- pozůstává z morfologických a materiálních podmínek muzeálie, vyjadřuje ji tedy samotný předmět a proto je autentická, původní a bezprostřední.
- Význam primární dokumentace spočívá v odhlédnutí od její efektivnosti pro poznání samotného předmětu, zvlášť v tom že umožňuje spojení s celkovým informačním obsahem, obsaženým ve sbírkovém fondu.
- Vzniká při prvotním kontaktu s předmětem, při výzkumu, zachování a komunikací s předmětem.
- Data jsou zachovávána často psanou formou v přírůstkových knihách, inventárních knihách, v posledních letech je snaha, aby byla dokumentace hlavně elektronická. Sestávají ze základních informací ohledně předmětu, jeho parametry, jeho popis a jsou doplněny kresbami či fotografiemi, a dále se skládá z popisu historického kontextu, do nějž předmět zapadá. Primární dokumentace bývá doplněna doprovodnou dokumentací.

### Sekundární dokumentace
- Zahrnuje transformování primární dokumentace na další media, digitalizaci. Adaptuje primární dokumentaci pro potřeby dalších procesů v muzejní činnosti.
- zahrnuje všechny záznamy, včetně nového muzeálního kontextu předmětu. Přebírá nálezové údaje primární dokumentace a začleňuje je do systematického pořádku sbírkového fondu.
- Pro budoucí využívání sbírkového fondu je zvlášť důležitá dokumentace samotného selekčního procesu a ta by měla obsahovat vysvětlení proč a za jakých okolností byl určitý předmět vybrán.
- Tím se předmět stává plnohodnotným vědeckým dokumentem a splňuje předpoklady pro vysvětlení a zobrazení své muzeální kvality.

### Terciární – doprovodná dokumentace
- Skládá se z hodnocení, systémů kartoték, katalogů, indexů, seznamů a jiných forem dokumentace.

Doprovodná dokumentace se skládá z:
- nálezová dokumentace – zobrazuje situaci, která zahrnuje existenční kontext, vztahovou situaci, za které se předmět odkryl
- základní dokumentace – morfologický popis předmětu podle příslušné vědní disciplíny
- vysvětlující dokumentace – systémové zařazení předmětu podle:

1. pravidel příslušné vědní disciplíny
2. muzeologických zásad třídění příslušného sbírkového kontextu

- je součástí primární dokumentace

## Jak dokumentovat
- Zachovat nálezovou situaci, integritu a hodnotu předmětu
- Dokumentovat účelně, efektivně, použitelně
- Dokumentovat přesně, precizně
- Zdokumentovat veškeré zásahy na předmětu (konzervátorské, restaurátorské, apod.), výstavy i expozice
- Přistupovat k objektu ze všech možných úhlů zájmu, úměrně rozšířit poznatky (zdokumentovat i historický vývoj, materiál, strukturu, tvar, stav, účel předmětu)
- Selektovat informace, nezahltit dokumentaci nepotřebnými informacemi
- Zachovat kontinuitu dokumentace, sekundární opravy

Co se týče archivace dokumentace, pokud dokumentace není digitalizovaná, je třeba se postarat, aby byla uložena v dobrých klimatických podmínkách, dobře přístupná, přenosná, data musí být lehce dohledatelná jak na originální dokumentaci, tak na zálohové. V podstatě je potřeba vytvořit dokumentaci „depozitární režim“.
Dále máme ještě v podstatě celek muzejní dokumentace, kde se nejedná pouze o primární, sekundární a doprovodnou, ale jedná se i o dokumentaci činnosti muzea, ať už ohledně výstav, expozic, styku s veřejností, marketing, či obyčejného chodu muzea.